# Bosquerola gorjanegra
La bosquerola gorjanegra (Setophaga virens) és una espècie d'ocell de la família dels parúlids (Parulidae) que habita boscos d'Amèrica del Nord, des d'Alberta, cap a l'est, a través del sud del Canadà fins al sud de Labrador i Terranova i cap al sud fins a Alabama, Geòrgia i Carolina del Sud. Passa l'hivern a les Antilles, Mèxic, Amèrica Central i nord de Sud-amèrica.